# القرية (جبلة)

تعديل مصدري - تعديل

القرية محلة تابعة لقرية شريان، التابعة لعزلة الشراعي بمديرية جبلة إحدى مديريات محافظة إب في الجمهورية اليمنية، بلغ تعداد سكانها 87 حسب تعداد اليمن لعام 2004.